# 沖縄教職員会政経部長襲撃事件
沖縄教職員会政経部長襲撃事件（おきなわきょうしょくいんかいせいけいぶちょうしゅうげきじけん）とは、1966年3月29日にアメリカ占領下の沖縄の那覇市で発生したテロ事件。

## 事件の発端
沖縄教職員会は、教職員の身分を規定する「地方教育区公務員法」「教育公務員特例法」の制定に反対し、1967年2月24日に教公二法阻止闘争事件を起こして阻止するに至った。
3月6日、「沖縄政治研究会」なる団体のビラが那覇市内にばら撒かれた。そのビラには沖縄教職員会の福地曠昭政経部長を名指して非難していた。

## 事件の概要
1966年3月29日、福地曠昭は路上で短刀を持った二人組に襲われた。短刀で刺され、全治2ヶ月の重傷を負ったが命に別状はなかった。
4月3日に犯人が逮捕された。犯人は暴力団「東亜友愛事業協同組合」沖縄支部のメンバー2人で、「沖縄政治研究会」は東亜友愛事業協同組合のダミー組織で、警察用語でいうところの「右翼標榜暴力団」であった。

## 判決
一審では「民主主義に対する挑戦」ということで懲役5年を言い渡したが、二審では軽挙妄動の行動であり、まだ若年（22歳と21歳）であったことから1年減じて懲役4年の判決を言い渡した。